# Lancer du disque féminin aux championnats du monde d'athlétisme 2011
Navigation
Berlin 2009 Moscou 2013
L'épreuve du lancer du disque féminin des championnats du monde de 2011 s'est déroulée les 27 et 28 août 2011 dans le stade de Daegu en Corée du Sud. Elle est remportée par la Chinoise Li Yanfeng.

## Records et performances

### Records
Les records du lancer du disque femmes (mondial, des championnats et par continent) étaient avant les championnats 2011 les suivants.  
| Record                    | Athlète            | Pays               | Distance | Lieu                               | Date            |
| ------------------------- | ------------------ | ------------------ | -------- | ---------------------------------- | --------------- |
| Record du monde           | Gabriele Reinsch   | Allemagne de l'Est | 76,80 m  | Neubrandenburg, Allemagne de l'Est | 7 juillet 1988  |
| Record des championnats   | Martina Hellmann   | Allemagne de l'Est | 71,62 m  | Rome, Italie                       | 31 août 1987    |
| Record d'Afrique          | Elizna Naudé       | Afrique du Sud     | 64,87 m  | Stellenbosch, Afrique du Sud       | 2 mars 2003     |
| Record d'Asie             | Xiao Yanling       | Chine              | 71,68 m  | Beijing, Chine                     | 14 mars 1992    |
| Record d'Amérique du Nord | Hilda Ramos        | Cuba               | 70,88 m  | Havana, Cuba                       | 8 mai 1992      |
| Record d'Amérique du Sud  | Elisângela Adriano | Brésil             | 61,96 m  | São Leopoldo, Brésil               | 21 mai 1998     |
| Record d'Europe           | Gabriele Reinsch   | Allemagne de l'Est | 76,80 m  | Neubrandenburg, Allemagne de l'Est | 7 juillet 1988  |
| Record d'Océanie          | Daniela Costian    | Australie          | 68,72 m  | Auckland, Nouvelle-Zélande         | 22 janvier 1994 |

## Engagés
Pour se qualifier, il faut avoir réalisé au moins 62,00 m (minimum A) ou 59,50 m (minimum B) entre le 15 octobre 2010 et le 15 août 2011.

## Médaillés
| Or               | Argent              | Bronze                |
| Li Yanfeng (CHN) | Nadine Müller (GER) | Yarelys Barrios (CUB) |

## Résultats

### Finale
| Rang               | Athlète                 | Pays       | Essais  | Essais  | Essais  | Essais  | Essais  | Essais  | Marque  | Notes |
| Rang               | Athlète                 | Pays       | 1       | 2       | 3       | 4       | 5       | 6       | Marque  | Notes |
| ------------------ | ----------------------- | ---------- | ------- | ------- | ------- | ------- | ------- | ------- | ------- | ----- |
| Médaille d'or      | Li Yanfeng              | Chine      | 65,28 m | 66,52 m | 65,50 m | 64,32 m | 64,34 m | 63,83 m | 66,52 m |       |
| Médaille d'argent  | Nadine Müller           | Allemagne  | 65,06 m | 65,97 m | 64,08 m | 62,55 m | X       | X       | 65,97 m |       |
| Médaille de bronze | Yarelys Barrios         | Cuba       | X       | 61,87 m | 65,73 m | 63,93 m | X       | 63,90 m | 65,73 m | SB    |
| 4                  | Zaneta Glanc            | Pologne    | 63,91 m | 62,30 m | 63,11 m | 62,69 m | 62,17 m | 60,32 m | 63,91 m |       |
| 5                  | Stephanie Brown-Trafton | États-Unis | 60,20 m | 60,97 m | 60,24 m | 63,85 m | 60,26 m | X       | 63,85 m |       |
| 6                  | Tan Jian                | Chine      | 60,46 m | 61,44 m | 61,79 m | 62,96 m | X       | 61,12 m | 62,96 m |       |
| 7                  | Dragana Tomaševic       | Serbie     | 62,26 m | 58,97 m | 62,48 m | X       | 59,03 m | 58,63 m | 62,48 m | SB    |
| 8                  | Nicoleta Grasu          | Roumanie   | 57,95 m | 60,34 m | 62,08 m | 60,79 m | 60,45 m | 60,72 m | 62,08 m |       |
| 9                  | Denia Caballero         | Cuba       | 60,73 m | 60,46 m | X       | -       | -       | -       | 60,73 m |       |
| 10                 | Dani Samuels            | Australie  | 58,08 m | 59,14 m | X       | -       | -       | -       | 59,14 m |       |
| —                  | Darya Pishchalnikova    | Russie     | 56,89 m | 58,10 m | 57,61 m | -       | -       | -       | DQ      |       |
| 11                 | Zinaida Sendriute       | Lituanie   | X       | 57,30 m | 53,53 m | -       | -       | -       | 57,30 m |       |

### Qualifications
| Rang | Athlète                   | Pays       | Distance  | Essais  | Essais  | Essais  | Essais |
|      |                           |            |           | Essai 1 | Essai 2 | Essai 3 |        |
| ---- | ------------------------- | ---------- | --------- | ------- | ------- | ------- | ------ |
| 1    | Nadine Müller             | Allemagne  | 63,54 m Q | 63,54 m |         |         |        |
| 2    | Yarelys Barrios           | Cuba       | 63,80 m Q | 63,80 m |         |         |        |
| 3    | Tan Jian                  | Chine      | 62,26 m Q | 62,26 m |         |         |        |
| 4    | Zinaida Sendriute         | Lituanie   | 61,72 m q | X       | 56,61 m | 61,72 m |        |
| 5    | Dragana Tomaševic         | Serbie     | 60,45 m q | 60,45 m | X       | X       |        |
| 6    | Dani Samuels              | Australie  | 60,05 m q | 59,77 m | 60,05 m | 59,98 m |        |
| 7    | Darya Pishchalnikova      | Russie     | 59,94 m q | 54,14 m | 59,94 m | 59,53 m |        |
| 8    | Ma Xuejun                 | Chine      | 59,71 m   | 55,80 m | 59,34 m | 59,71 m |        |
| 9    | Gia Lewis-Smallwood       | États-Unis | 59,49 m   | X       | 56,91 m | 59,49 m |        |
| 10   | Natalya Fokina-Semenova   | Ukraine    | 58,27 m   | 56,73 m | 55,16 m | 58,27 m |        |
| 11   | Andressa de Morais        | Brésil     | 57,93 m   | X       | 44,41 m | 57,93 m |        |
| 12   | Vera Pospíšilová-Cechlová | Tchéquie   | 53,87 m   | 53,87 m | 51,52 m | X       |        |

| Rang | Athlète                 | Pays          | Distance  | Essais  | Essais  | Essais  | Essais |
|      |                         |               |           | Essai 1 | Essai 2 | Essai 3 |        |
| ---- | ----------------------- | ------------- | --------- | ------- | ------- | ------- | ------ |
| 1    | Li Yanfeng              | Chine         | 64,44 m Q | X       | 63,44 m |         |        |
| 2    | Zaneta Glanc            | Pologne       | 63,44 m Q | 59,48 m | 63,44 m |         |        |
| 3    | Stephanie Brown Trafton | États-Unis    | 61,89 m q | 61,89 m | X       | 59,87 m |        |
| 4    | Denia Caballero         | Cuba          | 60,36 m q | X       | 52,93 m | 60,36 m |        |
| 5    | Nicoleta Grasu          | Roumanie      | 60,13 m q | 60,13 m | 58,25 m | 59,58 m |        |
| 6    | Aretha Thurmond         | États-Unis    | 59,88 m   | 59,88 m | X       | 59,48 m |        |
| 7    | Monique Jansen          | Pays-Bas      | 58,23 m   | 58,23 m | 58,06 m | 57,96 m |        |
| 8    | Kazai Suzanne Kragbé    | Côte d'Ivoire | 57,55 m   | 57,55 m | 55,75 m | X       |        |
| 9    | Kateryna Karsak         | Ukraine       | 57,54 m   | 57,54 m | X       | 57,29 m |        |
| 10   | Harwant Kaur            | Inde          | 56,49 m   | 55,50 m | 56,49 m | 52,98 m |        |
| 11   | Elisângela Adriano      | Brésil        | 56,45 m   | 56,28 m | 53,70 m | 56,45 m |        |
| 12   | Karen Gallardo          | Chili         | 53,69 m   | 51,32 m | 52,33 m | 53,69 m |        |

## Légende
Records et Performances
- AR : Record continental (area record)
- CR : Record des championnats (championship record)
- MR : Record du meeting (meet record)
- NR : Record national (national record)
- OR : Record olympique (olympic record)
- PR : Record paralympique (paralympic record)
- PB : Record personnel (personal best)
- SB : Meilleure performance personnelle de la saison (season's best)
- WL : Meilleure performance mondiale de l'année (world leader)
- WJR : Record du monde junior (world junior record)
- WR : Record du monde (world record)

Circonstances et Conditions
- DNF : N'a pas terminé (did not finish)
- DNS : N'a pas pris le départ (did not start)
- DQ : Disqualification (disqualification)
- NM : Aucun essai valable enregistré (No Mark)
- Q : Qualifié « directement » au prochain tour (ou à la prochaine compétition), lors d'une compétition majeure, grâce au classement ou à la réalisation des minima (automatic qualifier)
- q : Qualifié au prochain tour (ou à la prochaine compétition), lors d'une compétition majeure, grâce au repêchage ou à la réalisation de l'une des meilleures performances parmi celles des « non qualifiés directement » (grâce au meilleur temps ou à la meilleure distance par exemple) (secondary qualifier)